# لینا ورتمولر
لینا ورتمولر (انگلیسی: Lina Wertmüller؛ زادهٔ ۱۴ اوت ۱۹۲۸ – درگذشتهٔ ۹ دسامبر ۲۰۲۱) فیلم‌نامه‌نویس و کارگردان اهل ایتالیا بود. وی برنده جایزه اسکار افتخاری در سال ۲۰۲۰ بود و دو نامزدی اسکار در سال ۱۹۷۷ در کارنامه هنری وی دیده می‌شود.
از فیلم‌های او می‌توان به مارمولک‌ها، اغوای میمی، ریتا پشه، داستان بل استار، شبی پُرباران، بیش از حد عاشقانه، دختر زیبا، دشمنی خونین، هفت زیبا، شیفته، عشق و آشوب و فردیناند و کارولینا اشاره کرد.
ورتمولر در تاریخ ۹ دسامبر ۲۰۲۱ و در ۹۳ سالگی درگذشت.